# Měšťanský dům čp. 406 (Javorník)
Měšťanský dům č. p. 406 se nachází na ulici Míru mezi domy č. p. 524 a 407 v Javorníku v okrese Jeseník. Dům je kulturní památkou ČR a je součástí městské památkové zóny Javorník.

## Historie
Měšťanský dům byl postaven asi před rokem 1373, kdy je poprvé zmiňován jako součást městské středověké zástavby. V průběhu let byl poškozen při různých katastrofách; i v roce 1428, kdy město Javorník dobyli husité. Byl přestavován po požárech (1576 a 1603; v roce 1825 byly zničeny 104 domy) a po povodních. V první polovině 19. století byl na původních základech postaven nový empírový dům, který byl později upravován. Dům patřil kloboučnickému mistrovi Sieglovi, potom v roce 1945 pekařskému mistrovi Josefu Lindenthalovi. V devadesátých letech 20. století byla provedena rekonstrukce domu (vestavba střešního bytu, oprava krovu a fasády s narušením původních záklenků okna a dveří).

## Popis
Dům č. p. 406 je empírová řadová čtyřosá dvoupatrová zděná podsklepená stavba postavena z cihel. Uliční fasáda je členěná kordonovými pásy mezi přízemím, prvním a druhým atikovým patrem a korunní římsou. Nad hlavní římsou je trojúhelníkový štít s konvexně-konkávním obrysem a půlkruhovým okénkem.
V přízemí v druhé ose zleva je pravoúhlý vstup se segmentovým záklenkem, také levé okno bylo opatřeno segmentovým záklenkem. Okna na pravé straně jsou pravoúhlá.

## Interiér
Předsíň a místnosti jsou plochostropé. Schodiště do patra je na odpočívadlech zaklenuto valeně s lunetami. Chodba na dvůr má valenou klenbu. Místnosti v patře mají ploché stropy s fabionovou římsou, jedna místnost (koupelna) je zaklenuta pruskou klenbou.